# Inga Olofsson
Ingrid Inga Maria Elisabet Olofsson, född 11 januari 1928 i Gällersta, död 16 mars 2002 i Garphyttan, var en svensk folkskollärare, tecknare och målare.
Olofsson studerade konst vid Académie Libre i Stockholm 1953-1954 och vid Signe Barths målarskola 1956. Hon debuterade med en konstutställning tillsammans med Elsa Giöbel-Oyler och Oscar Johansson på Örebro läns museum 1952.
Hon är representerad på Örebro läns museum med pastellen Preludium i blått.